# Jag är kvar hos er
Jag är kvar hos er är en roman av författaren Peter Pohl och utkom 2000.

## Handling
Boken handlar om femtonåriga Anna, som kämpar mot en hjärntumör. Berättelsen formas utifrån flera perspektiv: Annas, Annas bästa väns, Annas mammas och Annas systers, och utdrag ur Annas sjukhusjournaler finns också med. 